# Sijoumi
Sijoumi (àrab: السيجومي, as-Sījūmī) és una ciutat de Tunísia a la governació de Tunis, situada uns 4 km al sud de Tunis, a la vora de la llacuna salada o sabkha de Sijoumi, que ocupa la part sud-oest de la capital. És una ciutat residencial amb uns 20.000 habitants i que inclou diversos barris del seu entorn. És capçalera d'una delegació amb 35.070 habitants al cens del 2004.

## Administració
Com a delegació o mutamadiyya, duu el codi geogràfic 11 61 (ISO 3166-2:TN-12) i està dividida en sis sectors o imades:
- Cité Helel (11 61 51)
- Ali Belhouane (11 61 52)
- En-Najah (11 61 53)
- CIté des Martyrs (11 61 54)
- Bir Anniba (11 61 55)
- Mellassine (11 61 56)

Al mateix temps, constitueix una de les circumscripcions o dàïres, amb codi geogràfic 11 11 19, de la municipalitat o baladiyya de Tunis (codi geogràfic 11 11).